# 영암 월출산 마애여래좌상
영암 월출산 마애여래좌상(靈巖 月出山 磨崖如來坐像)은 대한민국 전라남도 영암군 월출산에 있는 신라 말기의 마애불이다. 1972년 3월 2일 대한민국의 국보 제144호 월출산마애여래좌상(月出山磨崖如來坐像)으로 지정되었다가, 2010년 8월 25일 현재의 명칭으로 변경되었다.

## 개요
전라남도 영암군 월출산 구정봉의 서북쪽 암벽을 깊게 파서 불상이 들어 앉을 자리를 만들고, 그 안에 높이 8.6m의 거대한 불상을 만들었다. 불상의 오른쪽 무릎 옆에는 부처님을 향하여 예배하는 모습을 한 높이 86cm의 동자상을 조각하였다.
머리 위에는 크고 높은 상투 모양의 머리(육계)가 있고, 신체에 비하여 비교적 큰 얼굴은 근엄하고 박력있는 느낌을 준다. 오른쪽 어깨를 드러내고 있는 옷은 얇게 표현하여 신체의 굴곡을 잘 나타내고 있다. 옷주름은 가는 선으로 새겼는데 불상이 앉아 있는 대좌(臺座) 아래까지 흘러 내리고 있다. 전체적으로 섬세한 옷주름과 양감있는 신체의 표현에서 탄력성과 박진감이 잘 나타나고 있다.
당당한 신체에 비하여 팔은 가늘게 표현하고 있으며, 손모양은 오른손을 무릎 위에 올려 손끝이 아래를 향하게 하고, 왼손은 손바닥을 위로 하여 무릎 위에 올린 항마촉지인(降魔觸地印)을 하고 있다. 광배(光背)는 머리광배와 몸광배를 따로 조각하였으며, 그 안에 연꽃무늬와 덩굴무늬를 새겨 넣고 가장자리에는 불꽃무늬를 새기고 있다.
전반적으로 안정감과 장중한 인상을 주며, 섬세하고 정교한 조각기법과 더불어 박진감이 잘 나타나고 있다. 반면 신체에 비하여 비교적 커진 얼굴과 너무 작게 표현된 팔 등에서 불균형한 비례와 경직된 표현이 엿보여 통일신라 후기에서 고려 초기에 만들어진 작품으로 짐작된다.

## 현지 안내문
이 불상은 바위면을 약간 파서 직사각형의 방을 만들고 그 안에 불상을 새겼다. 전체 높이는 8.6m이며, 불상의 높이는 7m인 고려시대의 대표적인 마애불이다.
네모진 얼굴은 몸 전체에 비해 약간 큰 편이며, 긴 눈은 감은 듯이 내리 뜨고 무게 있는 표정이다. 머리 위의 육계가 큼직하고 귀는 어깨에 닿아 있으며, 목은 짧게 표현되어 있지만 가슴과 어깨는 늠름하게 쭉 펴고 있다. 왼쪽 어깨에서 흘러내린 옷자락은 음각선으로 표현되어 가슴과 왼팔을 거쳐 무릎 아래까지 흘러내려 대좌를 덮었다. 다리는 결가부좌를 하였고, 왼손은 배꼽 아래에 놓고 오른손으로 무릎을 감싼 항마촉지인을 하고 있다. 광배에는 연꽃잎과 당초문이 새겨져 있으며, 둘레에는 불꽃무늬가 새겨져 있다.
이 여래상은 몸체의 부분적인 불균형에도 불구하고 전체적으로 안정감 있고, 당당한 인상을 주는 걸작으로 높이 평가되고 있다.

## 사진

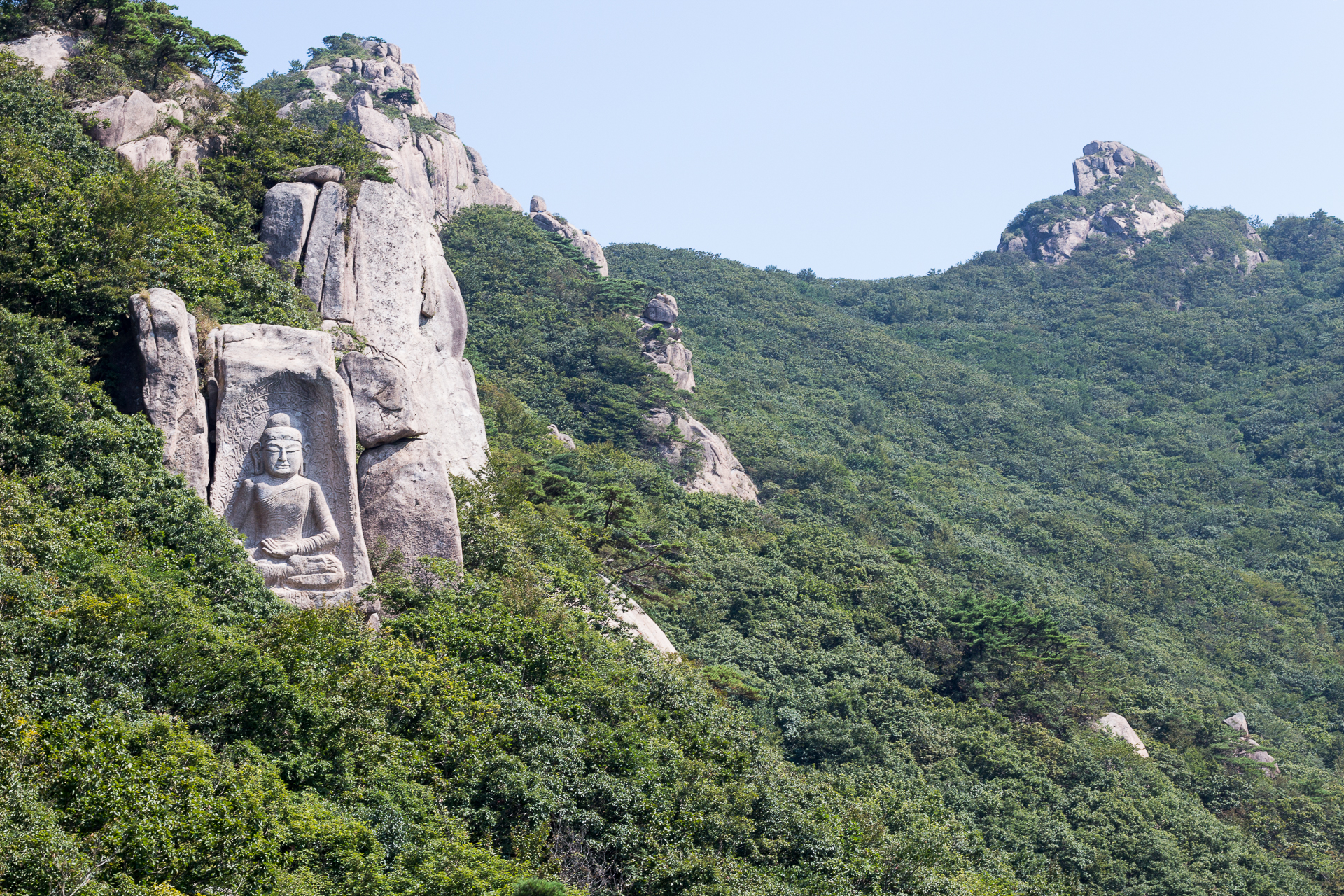
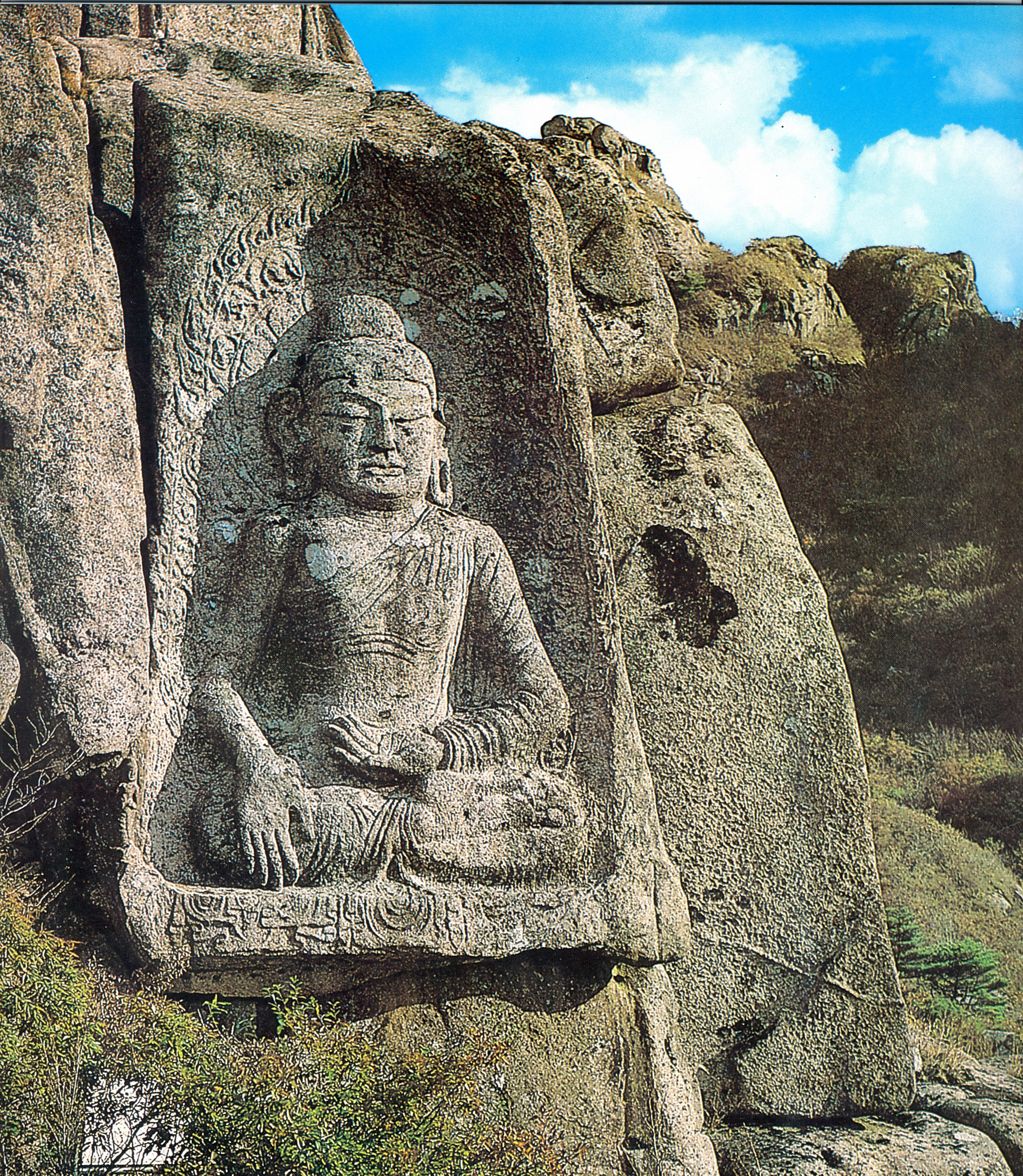

## 참고 자료
- 영암 월출산 마애여래좌상 - 국가유산청 국가유산포털